# Alexa Davalos
Alexa Davalos Dunas (Paris, 28 de maio de 1982) é uma atriz franco-estadounidense. Estrelou diversos filmes de Hollywood nos últimos anos, incluindo Feast of Love, The Mist e Defiance.

## Vida e carreira
Alexa Davalos nasceu em Paris, na França, é filha da atriz Elyssa Davalos e do fotógrafo Jeff Dunas. Seu avô materno é o ator Richard Davalos. Tem ascendência grega por parte de pai. Seus bisavós paternos imigraram de Vilnius, na Lituânia.
Em 2002, Davalos coestrelou com Charlie Hofheimer no curta The Ghost of F. Scott Fitzgerald, que foi selecionado no Festival Internacional de Cinema de Toronto de 2002. Em setembro de 2003, esteve no filme And Starring Pancho Villa as Himself estrelado por Antonio Banderas. Já em 2004, Alexa Davalos fez sua estreia nas telas do cinema no filme The Chronicles of Riddick, onde interpretou Kyra.
Alexa Davalos também apareceu como a mutante Gwen Raiden em três episódios da série Angel e em 2005 co-estrelou na série Reunion do canal Fox. Em 2007, ela participou do drama romântico Feast of Love, estrelado por Greg Kinnear e Morgan Freeman.

## Filmografia

### Cinema
| Ano  | Título                           | Personagem              | Notes          |
| ---- | -------------------------------- | ----------------------- | -------------- |
| 2002 | Coastlines                       | Namorada de Eddie Vance | Não creditada  |
| 2002 | The Ghost of F. Scott Fitzgerald | Bess Gunther            | Curta-metragem |
| 2004 | The Chronicles of Riddick        | Jack / Kyra             |                |
| 2007 | Feast of Love                    | Chloe Barlow            |                |
| 2007 | The Mist                         | Sally                   |                |
| 2008 | Defiance                         | Lilka Ticktin           |                |
| 2010 | Clash of the Titans              | Andromeda               |                |

### Televisão
| Ano           | Título                               | Personagem                     | Notas                         |
| ------------- | ------------------------------------ | ------------------------------ | ----------------------------- |
| 2002          | Untitled Secret Service Project      | Eliza Randolph                 | Piloto não vendido            |
| 2002          | Undeclared                           | Susan                          | Episódio: "The Day After"     |
| 2002–03       | Angel                                | Gwen Raiden                    | 3 episódios                   |
| 2003          | And Starring Pancho Villa as Himself | Teddy Sampson                  | Filme televisivo              |
| 2005–06       | Reunion                              | Samantha Carlton               | Papel principal, 13 episódios |
| 2006          | Surrender, Dorothy                   | Sara                           | Filme televisivo              |
| 2007          | Raines                               | Sandy Boudreau                 | Episódio: Piloto              |
| 2013          | Mob City                             | Jasmine Fontaine               | Papel principal, 6 episódios  |
| 2015–19       | The Man in the High Castle           | Juliana Crain                  | Papel principal               |
| 2019          | The Punisher                         | Beth Quinn                     | 2 episódios                   |
| 2021–presente | FBI: Most Wanted                     | Agente especial Kristin Gaines | Papel principal               |